# Atacamatitan
Atacamatitan („Titán z pouště Atacama“) byl rod poměrně velkého sauropodního dinosaura ze skupiny Titanosauria, který žil v období svrchní křídy na území dnešního jihoamerického státu Chile (souvrství Tolar, oblast Antofagasta).

## Rozměry
Přesné rozměry tohoto sauropoda nelze podle dostupného fosilního materiálu určit.

## Objev a popis
Fosilie atakamatitana představují pouze fragmentární část kostry. Holotyp nese označení SGO-PV-961. Atakamatitana formálně popsal na počátku roku 2011 paleontolog Alexander Kellner a jeho kolegové. Typový druh je A. chilensis. Příbuzným druhem mohl být další chilský sauropod Arackar licanantay, formálně popsaný v roce 2021.